# Красильников, Андрей Дмитриевич
Андре́й Дми́триевич Краси́льников (1705 — 15 февраля 1773) — русский астроном и геодезист эпохи Просвещения, адъюнкт по астрономии Императорской академии наук и художеств в Санкт-Петербурге (1753), «первый русский астроном».
Родился в Москве в семье солдата Семеновского полка. В 1719—1724 г.г. учился в Школе математических и навигацких наук в Москве, геодезист, в 1731—1733 г.г. обучался практической астрономии в Санкт-Петербурге в Академии наук у Ж. Н. Делиля.
Участник Второй Камчатской экспедиции Г. Ф. Миллера — С. П. Крашенинникова, снаряжённой для наблюдения прохождения Венеры через диск Солнца (1733—1746). После возвращения работал в Астрономической обсерватории Академии наук, преподавал в Морской академии. Впервые (с ошибкой всего в 5′, то есть около 4,5 км, менее 0,07 процента, на широте Санкт-Петербурга) вычислил географические размеры России — её протяженность от острова Даго (Хийумаа) до восточного берега Камчатки. Автор первого русскоязычного учебника по астрономии и «ряда календарей».
Из его сочинений известны: «Eclipsis lunaris 1755 Petropoli observata» (СПб., 1756), «Наблюдения прохождения Венеры в Санкт-Петербурге, в 1761 г.» и некоторые другие.
Находился в самом центре русской научной и культурной жизни своей эпохи, сотрудничал с М. В. Ломоносовым в Географическом департаменте, в подготовке штурманов для Северной экспедиции В. Я. Чичагова, двух его дочерей крестил в Андреевском соборе Санкт-Петербурга поэт В. К. Тредиаковский.
Прадед поэта А. А. Дельвига, мать которого Любовь Матвеевна — урождённая Красильникова.